# Sainte-Terre
Pour les articles homonymes, voir Terre Sainte (homonymie).
Sainte-Terre est une commune du Sud-Ouest de la France, située dans le département de la Gironde (région Nouvelle-Aquitaine). Elle se présente comme la « capitale » de la lamproie.
Ses habitants sont appelés les Sainte-Terrois.

## Géographie

### Localisation
Commune du pays du Libournais située sur la Dordogne.

### Communes limitrophes
Les communes limitrophes sont Cabara, Civrac-sur-Dordogne, Saint-Aubin-de-Branne, Sainte-Florence, Saint-Jean-de-Blaignac, Saint-Magne-de-Castillon, Saint-Pey-d'Armens, Saint-Vincent-de-Pertignas et Vignonet.
| Vignonet                                      | Saint-Pey-d'Armens         | Saint-Magne-de-Castillon |
| Cabara                                        | Sainte-Terre               | Civrac-sur-Dordogne      |
| Saint-Aubin-de-Branne, Saint-Jean-de-Blaignac | Saint-Vincent-de-Pertignas | Sainte-Florence          |

### Climat
Pour des articles plus généraux, voir Climat de la Nouvelle-Aquitaine et Climat de la Gironde.
Historiquement, la commune est exposée à un climat océanique aquitain.  
En 2020, Météo-France publie une typologie des climats de la France métropolitaine dans laquelle la commune est exposée à un climat océanique et est dans la région climatique  Aquitaine, Gascogne, caractérisée par une pluviométrie abondante au printemps, modérée en automne, un faible ensoleillement au printemps, un été chaud (19,5 °C), des vents faibles, des brouillards fréquents en automne et en hiver et des orages fréquents en été (15 à 20 jours).
Pour la période 1971-2000, la température annuelle moyenne est de 13,2 °C, avec une amplitude thermique annuelle de 15 °C. Le cumul annuel moyen de précipitations est de 818 mm, avec 11,8 jours de précipitations en janvier et 6,8 jours en juillet. Pour la période 1991-2020, la température moyenne annuelle observée sur la station météorologique la plus proche, située sur la commune de Saint-Émilion à 8 km à vol d'oiseau, est de 13,9 °C et le cumul annuel moyen de précipitations est de 798,1 mm,. Pour l'avenir, les paramètres climatiques de la commune estimés pour 2050 selon différents scénarios d’émission de gaz à effet de serre sont consultables sur un site dédié publié par Météo-France en novembre 2022.

### Milieux naturels et biodiversité

#### Natura 2000
La Dordogne est un site du réseau Natura 2000 limité aux départements de la Dordogne et de la Gironde, et qui concerne les 104 communes riveraines de la Dordogne, dont Sainte-Terre,. Seize espèces animales et une espèce végétale inscrites à l'annexe II de la directive 92/43/CEE de l'Union européenne y ont été répertoriées.

#### ZNIEFF
Sainte-Terre fait partie des 102 communes concernées par la zone naturelle d'intérêt écologique, faunistique et floristique (ZNIEFF) de type II « La Dordogne »,, dans laquelle ont été répertoriées huit espèces animales déterminantes et cinquante-sept espèces végétales déterminantes, ainsi que quarante-trois autres espèces animales et trente-neuf autres espèces végétales.

## Urbanisme

### Typologie
Au 1er janvier 2024, Sainte-Terre est catégorisée commune rurale à habitat dispersé, selon la nouvelle grille communale de densité à sept niveaux définie par l'Insee en 2022.
Elle est située hors unité urbaine et hors attraction des villes,.

### Occupation des sols

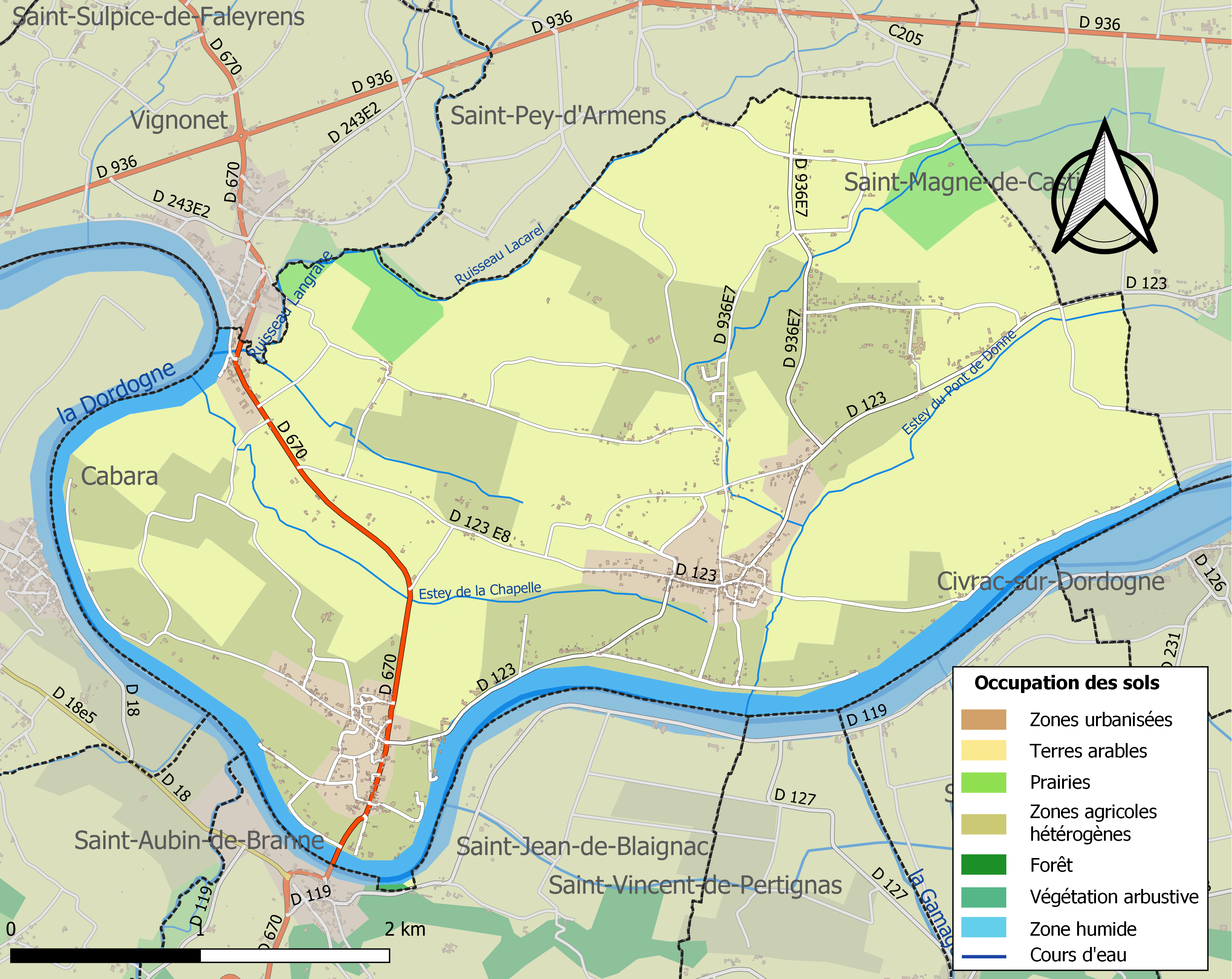
Carte des infrastructures et de l'occupation des sols de la commune en 2018 (CLC).

L'occupation des sols de la commune, telle qu'elle ressort de la base de données européenne d’occupation biophysique des sols Corine Land Cover (CLC), est marquée par l'importance des territoires agricoles (86,9 % en 2018), en diminution par rapport à 1990 (88,5 %). La répartition détaillée en 2018 est la suivante : 
cultures permanentes (35,1 %), zones agricoles hétérogènes (28,9 %), terres arables (20 %), eaux continentales (7,2 %), zones urbanisées (5,9 %), prairies (2,8 %). L'évolution de l’occupation des sols de la commune et de ses infrastructures peut être observée sur les différentes représentations cartographiques du territoire : la carte de Cassini (XVIIIe siècle), la carte d'état-major (1820-1866) et les cartes ou photos aériennes de l'IGN pour la période actuelle (1950 à aujourd'hui).

### Risques majeurs
Le territoire de la commune de Sainte-Terre est vulnérable à différents aléas naturels : météorologiques (tempête, orage, neige, grand froid, canicule ou sécheresse), inondations et séisme (sismicité très faible). Il est également exposé à un risque technologique, la rupture d'un barrage. Un site publié par le BRGM permet d'évaluer simplement et rapidement les risques d'un bien localisé soit par son adresse soit par le numéro de sa parcelle.

#### Risques naturels
La commune fait partie du territoire à risques importants d'inondation (TRI) de Libourne, regroupant les 20 communes concernées par un risque de submersion marine ou de débordement de la Dordogne, un des 18 TRI qui ont été arrêtés fin 2012 sur le bassin Adour-Garonne. Les événements significatifs aux XIXe et XXe siècles sont les crues de 1843 (6,80 m l'échelle de Libourne), de 1866 (6,40 m) et du 10 février 1944 (6,38 m) et du 27 décembre 1999 (6,36 m). Au XXIe siècle, les événements les plus marquants sont les crues de mars 2010 (5,55 m) et du 31 janvier 2014 (5,97 m). Des cartes des surfaces inondables ont été établies pour trois scénarios : fréquent (crue de temps de retour de 10 ans à 30 ans), moyen (temps de retour de 100 ans à 300 ans) et extrême (temps de retour de l'ordre de 1 000 ans, qui met en défaut tout système de protection). La commune a été reconnue en état de catastrophe naturelle au titre des dommages causés par les inondations et coulées de boue survenues en 1982, 1983, 1993, 1999, 2009 et 2021,.

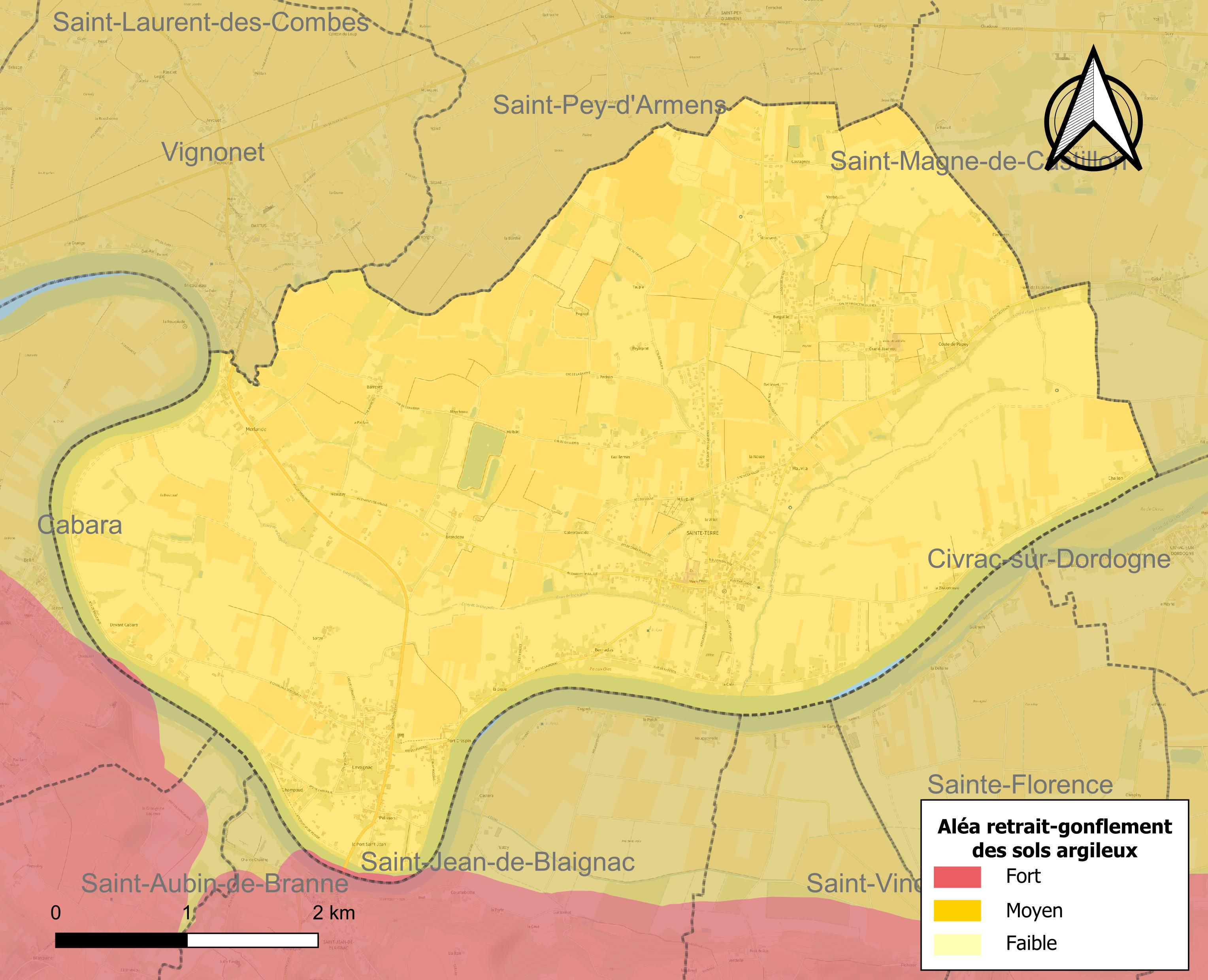
Carte des zones d'aléa retrait-gonflement des sols argileux de Sainte-Terre.

Le retrait-gonflement des sols argileux est susceptible d'engendrer des dommages importants aux bâtiments en cas d’alternance de périodes de sécheresse et de pluie. 99,9 % de la superficie communale est en aléa moyen ou fort (67,4 % au niveau départemental et 48,5 % au niveau national). Sur les 898 bâtiments dénombrés sur la commune en 2019, 898 sont en aléa moyen ou fort, soit 100 %, à comparer aux 84 % au niveau départemental et 54 % au niveau national. Une cartographie de l'exposition du territoire national au retrait gonflement des sols argileux est disponible sur le site du BRGM,.
Concernant les mouvements de terrains, la commune a été reconnue en état de catastrophe naturelle au titre des dommages causés par des mouvements de terrain en 1999.

#### Risques technologiques
La commune est en outre située en aval du  barrage de Bort-les-Orgues, un ouvrage sur la Dordogne de classe A soumis à PPI, disposant d'une retenue de 477 millions de mètres cubes. À ce titre elle est susceptible d’être touchée par l’onde de submersion consécutive à la rupture de cet ouvrage.

## Histoire
Au retour de la Première croisade (1096-1099), de la terre rapportée de Palestine fut répandue au point le plus haut du village. L'église, appelée alors Sancta Terra, y fut construite au XIe siècle. C'est elle qui donna son nom au village. Inscrit à l'Inventaire Supplémentaire des Monuments historiques en 1925, l'édifice est désormais protégé.
À la Révolution, la paroisse Notre-Dame de Sainte-Terre forme la commune de Sainte-Terre.
Village de pêcheurs, une pêcherie existait déjà au XVe siècle à Lavagnac. Des pêcheurs professionnels perpétuent, aujourd'hui encore, cette activité avec la pêche aux poissons migrateurs (lamproies, aloses, anguilles, civelles).
Sainte-Terre s'est déclarée, depuis 1990, capitale de la lamproie.

## Héraldique
| Blason de Sainte-Terre | Blason  | Écartelé : au premier d'azur à la grappe de raisin de gueules tigée, vrillée, feuillée d'une pièce, le tout de sinople, au deuxième d'azur à la lamproie ondoyante de sable et d'or en pal, au troisième d'azur à la gabarre équipée et habillée d'argent en demi-profil, au quatrième d'azur à la coquille d'or. |
| Blason de Sainte-Terre | Détails | |

## Politique et administration
| Période                                  | Période       | Identité              | Étiquette | Qualité                                              |
| ---------------------------------------- | ------------- | --------------------- | --------- | ---------------------------------------------------- |
| mars 1989                                | 21 avril 2021 | Guy Marty             | PS        | Retraité de l'enseignement Ancien conseiller général |
| avril 2021                               | En cours      | Agnès Alfonso-Chariol |           |                                                      |
| Les données manquantes sont à compléter. |               |                       |           |                                                      |

## Démographie
L'évolution du nombre d'habitants est connue à travers les recensements de la population effectués dans la commune depuis 1793. Pour les communes de moins de 10 000 habitants, une enquête de recensement portant sur toute la population est réalisée tous les cinq ans, les populations de référence des années intermédiaires étant quant à elles estimées par interpolation ou extrapolation. Pour la commune, le premier recensement exhaustif entrant dans le cadre du nouveau dispositif a été réalisé en 2007.

En 2022, la commune comptait 1 890 habitants, en évolution de −0,05 % par rapport à 2016 (Gironde : +6,91 %, France hors Mayotte : +2,11 %).
| 1793  | 1800  | 1806  | 1821  | 1831  | 1836  | 1841  | 1846  | 1851  |
| ----- | ----- | ----- | ----- | ----- | ----- | ----- | ----- | ----- |
| 2 091 | 2 240 | 2 112 | 2 062 | 2 112 | 2 070 | 2 137 | 2 139 | 2 055 |

| 1856  | 1861  | 1866  | 1872  | 1876  | 1881  | 1886  | 1891  | 1896  |
| ----- | ----- | ----- | ----- | ----- | ----- | ----- | ----- | ----- |
| 1 974 | 2 007 | 1 976 | 1 931 | 1 850 | 1 842 | 1 814 | 1 747 | 1 711 |

| 1901  | 1906  | 1911  | 1921  | 1926  | 1931  | 1936  | 1946  | 1954  |
| ----- | ----- | ----- | ----- | ----- | ----- | ----- | ----- | ----- |
| 1 750 | 1 770 | 1 675 | 1 467 | 1 515 | 1 504 | 1 548 | 1 446 | 1 412 |

| 1962  | 1968  | 1975  | 1982  | 1990  | 1999  | 2006  | 2007  | 2012  |
| ----- | ----- | ----- | ----- | ----- | ----- | ----- | ----- | ----- |
| 1 406 | 1 407 | 1 355 | 1 416 | 1 564 | 1 635 | 1 737 | 1 751 | 1 908 |

| 2017  | 2022  | - | - | - | - | - | - | - |
| ----- | ----- | - | - | - | - | - | - | - |
| 1 883 | 1 890 | - | - | - | - | - | - | - |

## Lieux et monuments
- L'église Saint-Alexis, de fondation romane, date du XIIe siècle. L'édifice est inscrit au titre des monuments historiques depuis 1925[37].

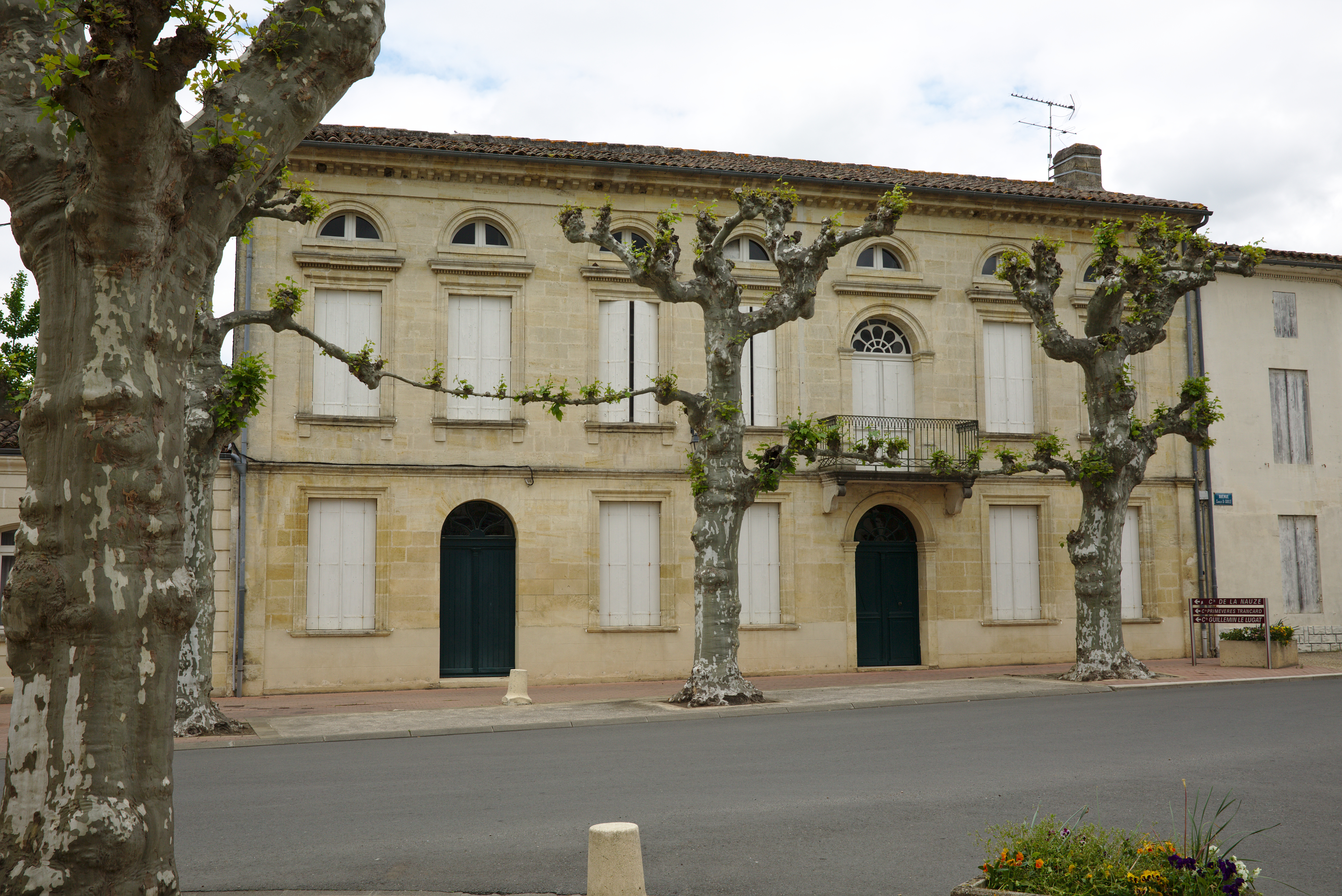
Bâtiments du centre.
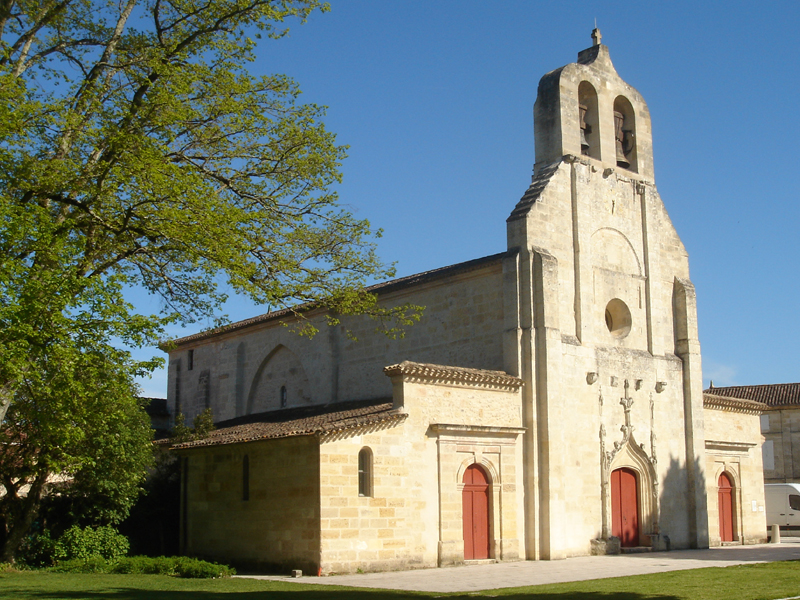
Vue latérale nord-ouest.
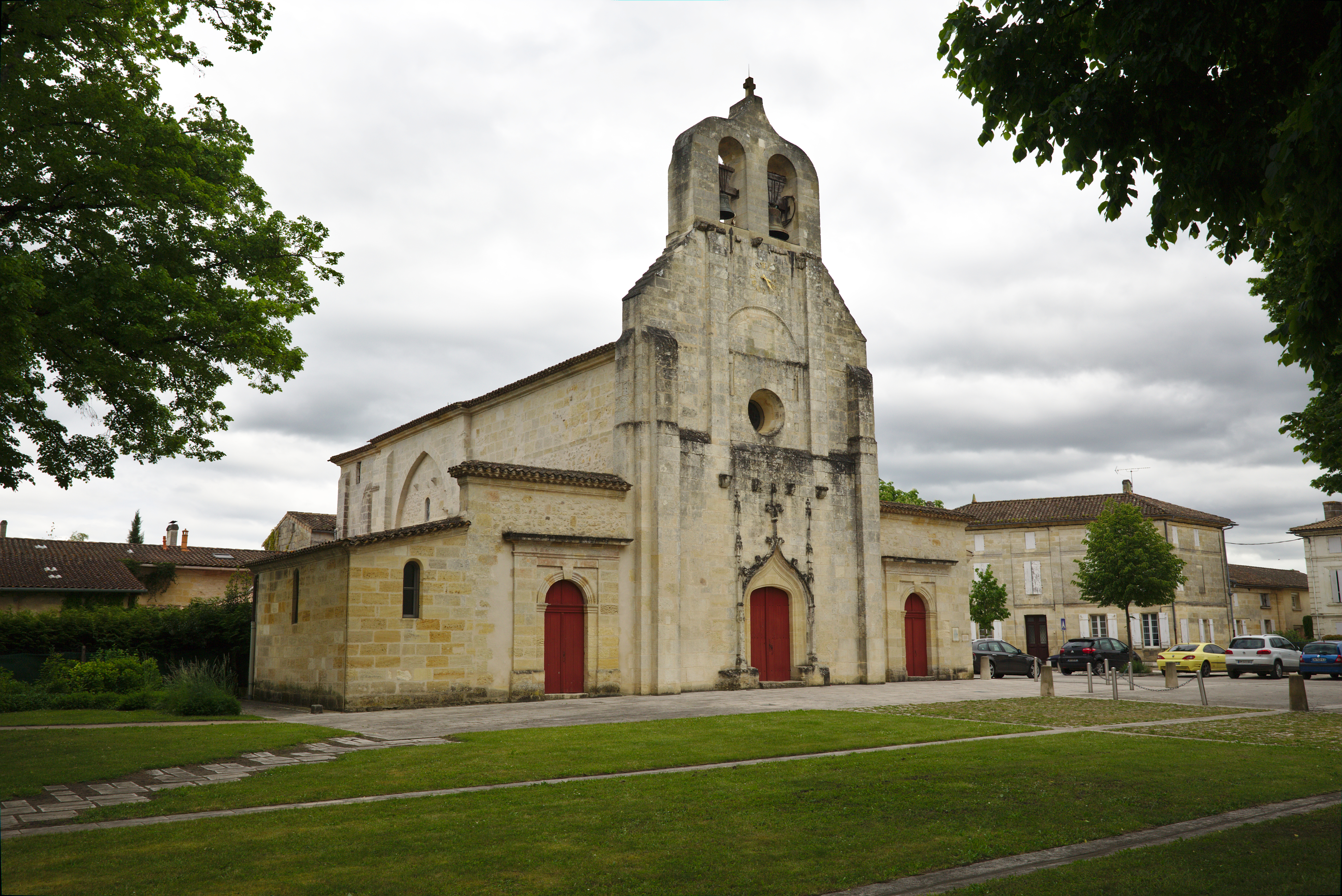
L'église.
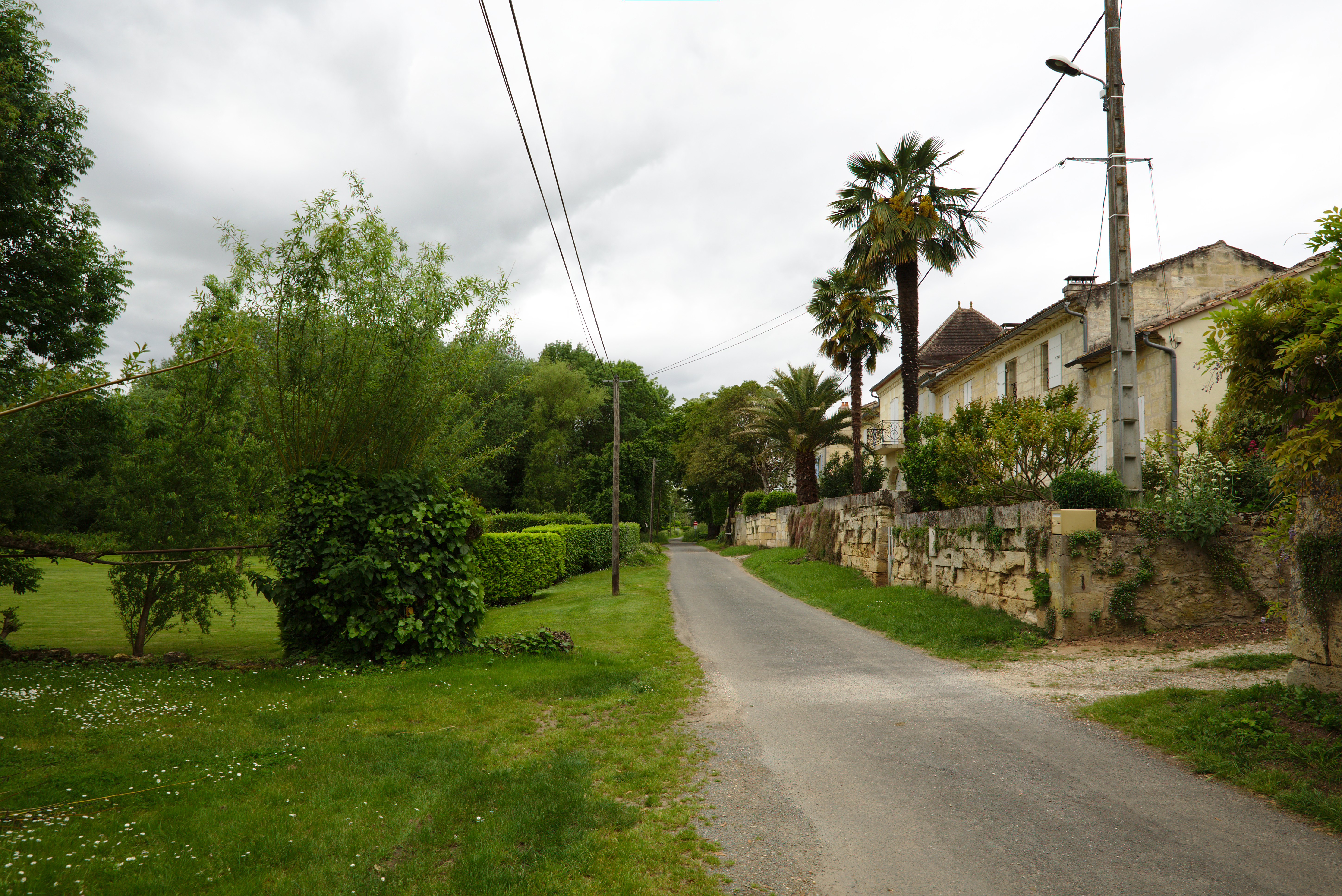
Bords de Dordogne.

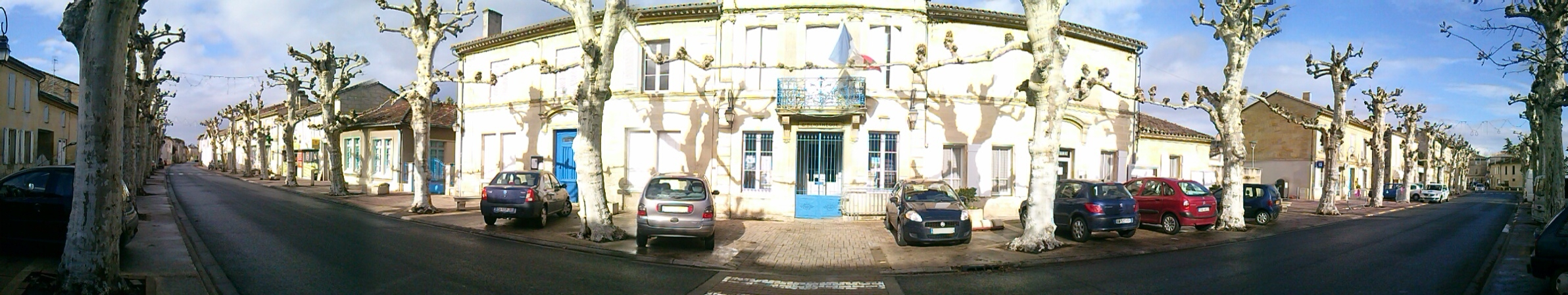
Panoramique de la rue principale, côté ouest.

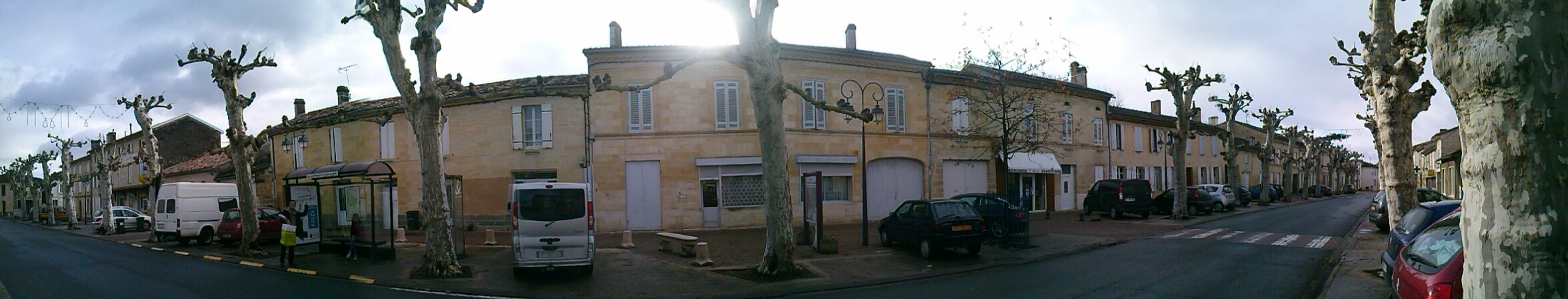
Panoramique de la rue principale, côté est.

## Vignobles de la commune
- Château La Grave de Moustey.

## Personnalités liées à la commune
- Jean Sinoël, acteur, y est né le 13 août 1868.